# Sidney Brown (Ingenieur)
Sidney William Brown (* 7. März 1865 in Winterthur; † 1. August 1941 in Baden; bis 1916 britischer Staatsbürger, danach heimatberechtigt in Baden AG) war ein Schweizer Maschinenkonstrukteur und Kunstsammler.

## Leben und Wirken
Sidney Brown kam als eines von sechs Kindern des britischen Erfinders Charles Brown und dessen aus Winterthur stammenden Frau Eugénie Pfau zur Welt. Sein älterer Bruder war der Maschinenkonstrukteur Charles Eugene Lancelot Brown. Sidney Brown studierte wie sein Bruder am Technikum Winterthur Maschinentechnik und gehörte in dieser Zeit zu den Gründungsmitgliedern des Velocipedeclub Winterthur, deren erster Präsident er war. Nach seinem Studium ging er dann zusammen mit seinem Vater 1884 zur späteren Maschinenfabrik Oerlikon. Nachdem sein Bruder zusammen mit Walter Boveri 1891 die Firma Brown, Boveri & Cie. gegründet hatte, wurde Sidney Brown dort technischer Leiter und später Mitglied des Verwaltungsrates.
1896 hatte Brown die Industriellentochter Jenny Sulzer geheiratet. Die Hochzeitsreise führte das Paar nach Paris, wo sie Eugène Boudins Bild Wäscherinnen erwarben. Sie zählen damit zu den ersten Sammlern in der Schweiz, die moderne französische Malerei sammelten. In den nächsten Jahren lag ihr Sammlungsschwerpunkt zunächst auf Malern der Münchner Schule wie Ludwig Herterich, Leo Putz und Franz von Stuck. Ihre 1901 in Baden erbaute Villa Langmatt erhielt 1906 für die Gemäldesammlung einen eigenen Galerieanbau. Ab 1908 begann das Ehepaar Brown, beraten durch den Maler Carl Montag, regelmässig in Paris Bilder der französischen Impressionisten zu erwerben. In wenigen Jahren trugen sie Bilder von Paul Cézanne, Paul Gauguin, Camille Pissarro, und Pierre-Auguste Renoir zusammen. Darüber hinaus erwarben sie kostbare Möbel, Porzellan, Uhren, Silber und Bücher. Nach dem Tod ihres Sohnes John A. Brown 1987 wurde die Villa mit ihren Sammlungen in eine Stiftung eingebracht und ist seit 1990 als Museum geöffnet.

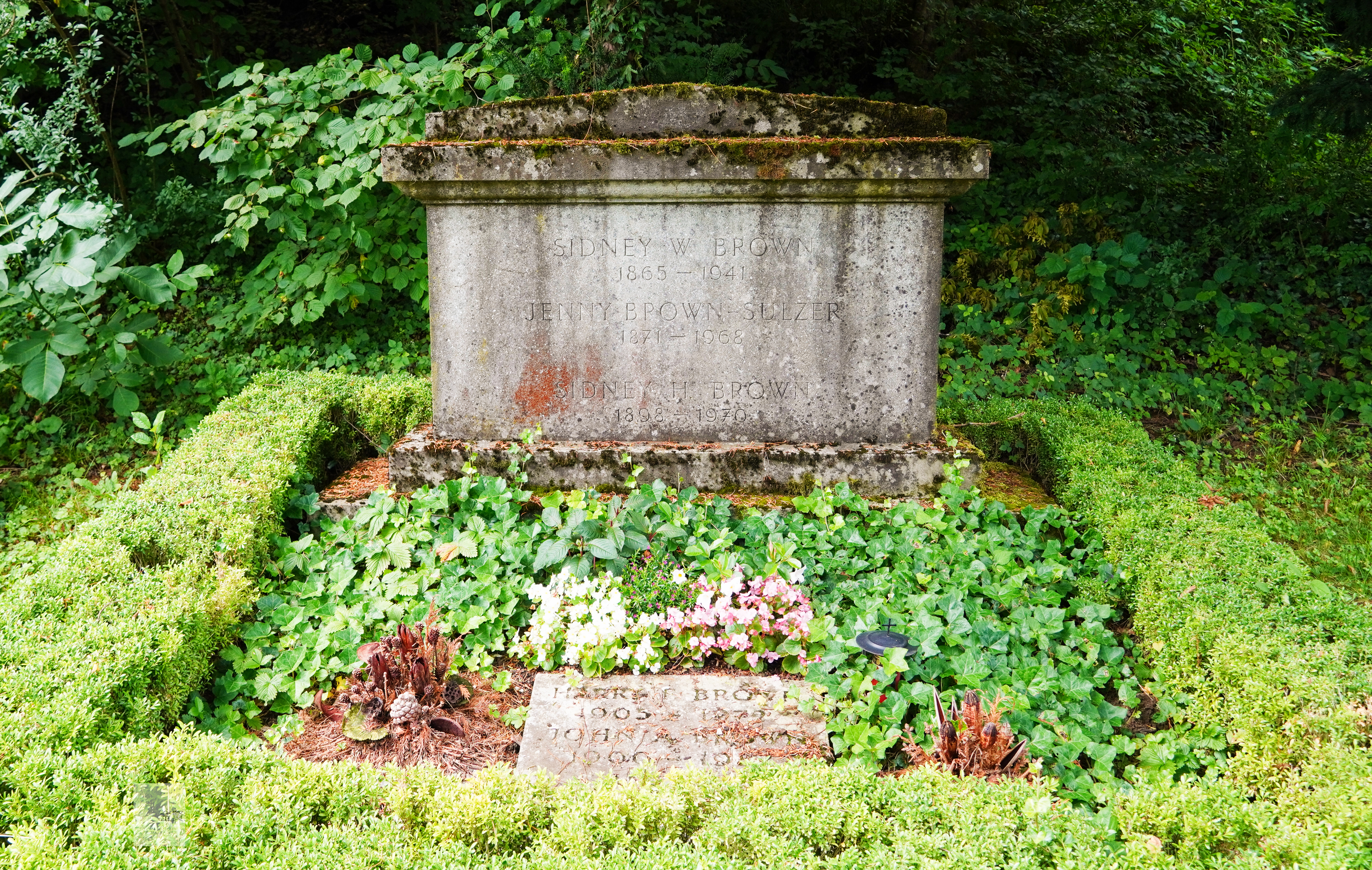
Familiengrab Brown-Sulzer

Brown wurde im Familiengrab auf dem Friedhof Liebenfels in Baden AG beigesetzt.

## Auszeichnungen
- 1916 Ehrenbürger von Baden
- 1930 Ehrendoktor der ETH Zürich